# Tillandsia latifolia
Tillandsia latifolia är en gräsväxtart som beskrevs av Franz Julius Ferdinand Meyen. Tillandsia latifolia ingår i släktet Tillandsia och familjen Bromeliaceae.

## Underarter
Arten delas in i följande underarter:
- T. l. divaricata
- T. l. latifolia
- T. l. leucophylla
- T. l. major

## Bildgalleri

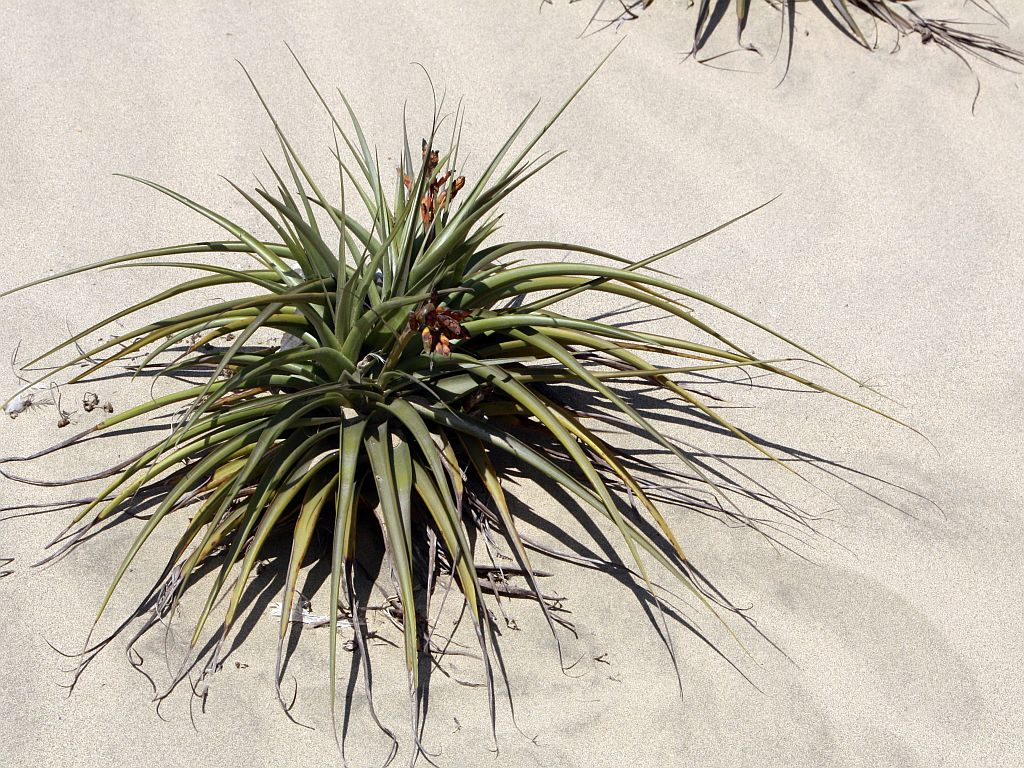
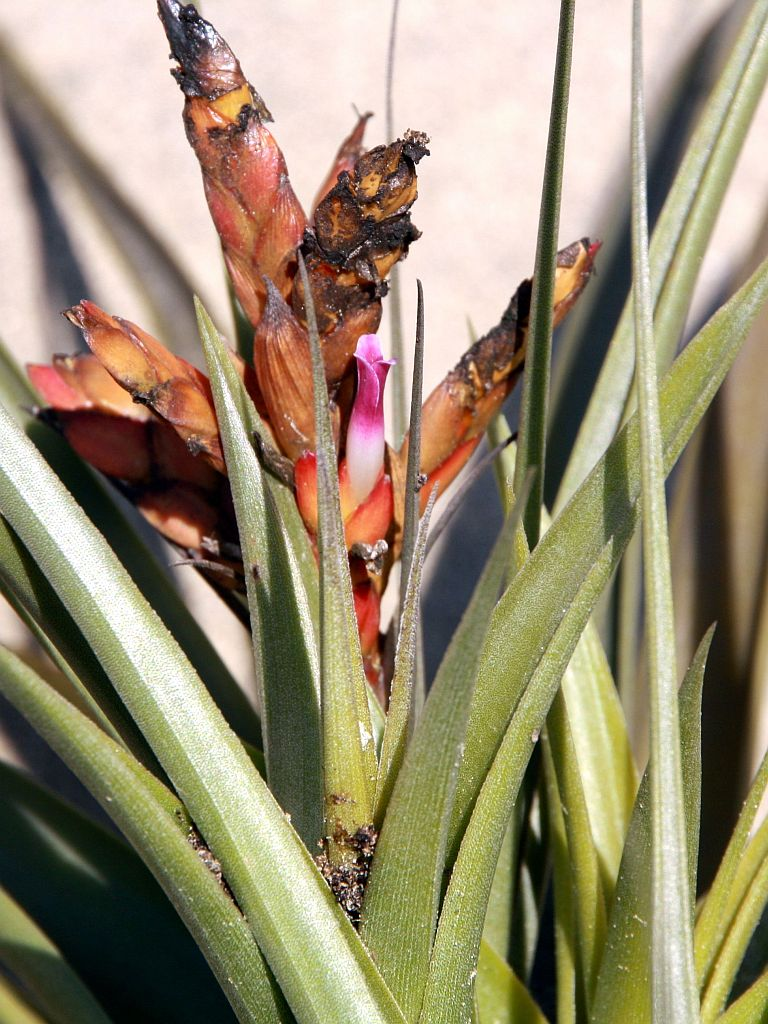